# Naruto: Ultimate Ninja Storm
Naruto: Ultimate Ninja Storm, poznat u Japanu kao  (ＮＡＲＵＴＯ－ナルト－ナルティメットストーム ) je prvi nastavak Ultimate Ninja Storm serije. Radi se o borilačkoj igri koju je razvio CyberConnect2, a objavio Namco Bandai Games. Igra je prodavana za PlayStation 3 u Severnoj Americi, Evropi i Australaziji u novembru 2008. godine i u Japanu 15. januara 2009. godine. Bazirana je na popularnoj mangi i anime seriji Naruto od Masašija Kišimota, i prvog dela Naruto: Ultimate Ninja franšize na PS3.
Nastavak pod nazivom Naruto Shippuden: Ultimate Ninja Storm 2 je pušten na tržište u Japanu, Severnoj Americi i Evropi u oktobru 2010. godine za PlayStation 3 i Xbox 360. Još dva nastavka Naruto Shippuden: Ultimate Ninja Storm 3 i Naruto Shippuden: Ultimate Ninja Storm 4 su izdata 2013. i 2016. godine.

## Gejmplej
sadrži mnoge elemente iz prethodne igre. Međutim, Ultimate Ninja Storm omogućava igračima da se bore u trodimenzionalnom okruženju, za razliku od dvodimenzionalnih površina u prethodnim igrama.
Jedna od novih mogućnosti predstavljena u Ultimate Ninja Storm je „Awakening Mode,” transformacija koja se može aktivirati kada igrač izgubi određenu količinu „zdravlja”. Koliko će zdravlja potrošiti zavisi od jačine transformacije. Nakon aktiviranja, lik dobija nove sposobnosti, brzinu, i jače udarce. Nekoliko likova dobija potpuno nove poteze. Sa d-padom, igrači mogu da iskoriste postojeće predmete tokom meča koji ili štete protivnika ili omogućavaju razne efekte kao što su jačina udarca, ili smanjivanje protivnikove odbrane. Igrači mogu da izaberu svom liku džucu i da odaberu dva dodatna lika kao podršku koju mogu da iskoriste u meču. Kao i u prethodnoj igri, „jutsu clash” mod, koji se aktivira kada oba igrača aktiviraju svoje posebne napade u isto vreme. tera oba igrača da pritisnu odgovarajuće dugmiće kako bi pobedili protivnika. Svaki lik ima „ultimate jutsu”. Ako napad pogodi, oba igrača moraju brzo da unesu odgovarajuće komande, kombinacijom dugmića, ili okretanjem analognog točkića. Ako igrač koji napada pobedi, ultimate će pogoditi i oduzeti trećinu ili ceo health bar („zdravlje”). Ako igrač koji se brani pobedi, izbeći će napad bez velike štete. Svaki lik ima i „ultimate impact,” gde kada igrač drži dugme za napad, igrač će napuniti veoma jak udarac.
Igra sadrži 25 likova, od kojih svaki može da se koristi kao podrška tokom borbe i deset dodatnih likova koji služe samo kao podrška, dostupni kao besplatan online sadržaj objavljen preko petomesećnog perioda koji je pratio objavu igrice. Dodatni sadržaj koji se može skinuti sa interneta uključuje dodatna odela i misije.
„Stori” mod pokriva događaje iz animea do 135 epizode. Igrači su u mogućnosti da istražuju Konohu između misija.

## Razvoj
Igra je prvi put predstavljena u septembru 2007. godine, pod šifrom Naruto PS3 Projekat. Namco Bandai je rekao da će naslov početi sa „Naruto: Ultimate Ninja” i tražio od fanova sugestije o sufiksu koji će se sastojati od jedne ili dve reči . U aprilu 2008. godine igra je zvanično nazvana Naruto: Ultimate Ninja Storm, pored toga, programeri su dozvolili fanovima da biraju jednu od šest mogućih šest omota.
Igra ima cell-shaded grafiku koja „razbija barijeru između anime i video igre”. Hiroši Macujama, jedan od kreatora igre, istakao je da je osoblje htelo da ukloni granicu između anime i igre. Hteli su da postignu efekat gde ljudi vide scene zapravo kao anime, a ne kao igru. Osnovni koncept igre se sastoji u borbi jedan na jedan. Iako je zaplet igre zasnovan na 135 prvih epizoda anime serije, producenti su izabrali samo ključne delove priče.
Demo verzija igre je objavljena na Sonijevom PlayStation Network-u 17. jula 2008. godine. Samo Naruto Uzumaki i Kakaši Hatake su mogli da se izaberu i samo jedna faza je bila uključena. Zvanično u Severnoj Americi datum izlaska igre je potvrđen u isečku prikazanom tokom 2008. godine na konvenciji Tokyo Game Show.

## Distribucija
Ograničeno izdanje Ultimate Ninja Storm-a je bilo dostupno samo za one koji su se unapred pretplatili. To uključuje metalnu kutiju sa drugačijim omotom, dve ekskluzivne kartice za razmenjivanje, CD sa pesmama i Laser Cel sa slikom Naruto Uzumakija i Saskea Učihe. 
U Evropi, igra je objavljena 7. novembra 2008. godine, a u Australiji 20. novembra 2008. godine. Japanska verzija igre je objavljena 15. januara 2009. godine pod imenom Naruto: Narutimate Storm.

## Odziv
Igrica Naruto: Ultimate Ninja Storm je dobila generalno dobre kritike. Ima prosek od 75% na sajtovima GameRankings i Metacritic. IGN je dao igri 8.4 od 10, hvaleći je za „fenomenalne vizuelne efekte” i različite stvari koje mogu da se urade između misija.
Zaključno sa julom 2009. godine, 83.868 kopija je prodato u Japanu. To je bila jedina video igra koja je osvojila Excellence nagradu na 13. festivalu Umetnosti u Japanu.

## Spoljašnje veze
- Zvanični engleski sajt
- Zvanični japanski sajt
- Zvanični japanski sajt